# Parafia Narodzenia Najświętszej Maryi Panny w Kiełczynie
Parafia Narodzenia NMP w Kiełczynie – znajduje się w dekanacie dzierżoniowskim w diecezji świdnickiej. Była erygowana w XIII w. Jej proboszczem jest ks. kan. Stanisław Olszowy.

## Kościoły
kościół parafialny
- Kościół Narodzenia NMP – Sanktuarium MB Łaskawej z Dzieciątkiem[1]

filie
- Kościół pw. Najświętszego Serca Pana Jezusowego w Tuszynie